# Dirka po Španiji 2004
Dirka po Španiji 2004 (špansko Vuelta a España 2004) je 59. izvedba dirke po Španiji, tritedenske moške cestne kolesarske etapne dirke. Začela se je 4. septembra v Leónu in končala 26. septembra v Madridu. Sodelovalo je 189 kolesarjev iz 21-ih ekip. Rumeno majico je tretjič osvojil Roberto Heras (Liberty Seguros), drugo mesto Santiago Pérez (Phonak), tretje pa Francisco Mancebo (Illes Balears–Banesto). Modro majico je osvojil Erik Zabel (T-Mobile Team), rdečo majico je osvojil Félix Cárdenas (Cafés Baqué), oranžno majico pa Roberto Heras.

## Ekipe
1. razred
- AG2R Prévoyance
- Alessio–Bianchi
- Cofidis
- Euskaltel-Euskadi
- Fassa Bortolo
- Illes Balears–Banesto
- Lampre
- Liberty Seguros
- Phonak
- Quick-Step–Davitamon
- Rabobank
- Relax–Bodysol
- Saeco Macchine per Caffè
- Saunier Duval–Prodir
- Team CSC
- T-Mobile Team
- US Postal
- Vini Caldirola–Nobili Rubinetterie

2. razred
- Cafés Baqué
- Comunidad Valenciana–Kelme
- Costa de Almería–Paternina

## Etape
| Etapa | Datum         | Štart/Cilj                                    | Razdalja | Tip     | Tip                  | Zmagovalec                              |             |
| ----- | ------------- | --------------------------------------------- | -------- | ------- | -------------------- | --------------------------------------- | ----------- |
| 1     | 4. september  | León – León                                   | 28 km    |         | ekipni kronometer    | US Postal                               |             |
| 2     | 5. september  | León – Burgos                                 | 207 km   |         |                      | Alessandro Petacchi (ITA)               |             |
| 3     | 6. september  | Burgos – Soria                                | 156 km   |         |                      | Alejandro Valverde (ESP)                |             |
| 4     | 7. september  | Soria – Zaragoza                              | 167 km   |         |                      | Alessandro Petacchi (ITA)               |             |
| 5     | 8. september  | Zaragoza – Morella                            | 186.5 km |         |                      | Denis Menčov (RUS)                      |             |
| 6     | 9. september  | Benicarló – Castellón de la Plana             | 157 km   |         |                      | Óscar Freire (ESP)                      |             |
| 7     | 10. september | Castellón de la Plana – Valencija             | 170 km   |         |                      | Alessandro Petacchi (ITA)               |             |
| 8     | 11. september | Almussafes – Almussafes                       | 40,1 km  |         | posamični kronometer | Tyler Hamilton · Víctor Hugo Peña (COL) |             |
| 9     | 12. september | Xàtiva – Alto de Aitana                       | 162 km   |         |                      | Leonardo Piepoli (ITA)                  |             |
| 10    | 13. september | Alcoy – Xorret de Catí                        | 174,2 km |         |                      | Eladio Jiménez (ESP)                    |             |
| 11    | 14. september | San Vicente del Raspeig – Caravaca de la Cruz | 165 km   |         |                      | David Zabriskie                         |             |
|       | 15. september |                                               |          |         | dan počitka          | dan počitka                             | dan počitka |
| 12    | 16. september | Almería – Calar Alto Observatory              | 145 km   |         |                      | Roberto Heras (ESP)                     |             |
| 13    | 17. september | El Ejido – Málaga                             | 172 km   |         |                      | Alessandro Petacchi (ITA)               |             |
| 14    | 18. september | Málaga – Granada                              | 167 km   |         |                      | Santiago Pérez (ESP)                    |             |
| 15    | 19. september | Granada – Sierra Nevada                       | 29,6 km  |         | gorski kronometer    | Santiago Pérez (ESP)                    |             |
|       | 20. september |                                               |          |         | dan počitka          | dan počitka                             | dan počitka |
| 16    | 21. september | Olivenza – Cáceres                            | 190,1 km |         |                      | José Julia (ESP)                        |             |
| 17    | 22. september | Plasencia – La Covatilla                      | 170 km   |         |                      | Félix Cárdenas (COL)                    |             |
| 18    | 23. september | Béjar – Ávila                                 | 196 km   |         |                      | Javier Pascual Rodríguez (ESP)          |             |
| 19    | 24. september | Ávila – Collado Villalba                      | 142 km   |         |                      | Constantino Zaballa (ESP)               |             |
| 20    | 25. september | Alcobendas – Puerto de Navacerrada            | 178 km   |         |                      | José Enrique Gutiérrez (ESP)            |             |
| 21    | 26. september | Madrid – Madrid                               | 28 km    |         | posamični kronometer | Santiago Pérez (ESP)                    |             |
|       | Skupaj        | Skupaj                                        | 2925 km  | 2925 km | 2925 km              | 2925 km                                 | 2925 km     |

## Razvrstitev po klasifikacijah
| Etapa  | Zmagovalec               | Rumena majica ·  | Modra majica · | Rdeča majica ·     | Kombinacija ·      | Ekipno                     |
| ------ | ------------------------ | ---------------- | -------------- | ------------------ | ------------------ | -------------------------- |
| 1      | US Postal                | Floyd Landis     | Floyd Landis   | Floyd Landis       | Floyd Landis       | US Postal                  |
| 2      | Alessandro Petacchi      | Max van Heeswijk | Erik Zabel     | Floyd Landis       | Floyd Landis       | US Postal                  |
| 3      | Alejandro Valverde       | Benoît Joachim   | Stuart O'Grady | Floyd Landis       | Floyd Landis       | US Postal                  |
| 4      | Alessandro Petacchi      | Benoît Joachim   | Erik Zabel     | Floyd Landis       | Floyd Landis       | US Postal                  |
| 5      | Denis Menčov             | Manuel Beltrán   | Stuart O'Grady | Juan Manuel Gárate | Floyd Landis       | US Postal                  |
| 6      | Óscar Freire             | Manuel Beltrán   | Stuart O'Grady | Francisco Mancebo  | Manuel Beltrán     | US Postal                  |
| 7      | Alessandro Petacchi      | Manuel Beltrán   | Erik Zabel     | Francisco Mancebo  | Denis Menčov       | US Postal                  |
| 8      | Tyler Hamilton           | Floyd Landis     | Erik Zabel     | Francisco Mancebo  | Floyd Landis       | US Postal                  |
| 9      | Leonardo Piepoli         | Floyd Landis     | Erik Zabel     | David Fernández    | Francisco Mancebo  | US Postal                  |
| 10     | Eladio Jiménez           | Floyd Landis     | Stuart O'Grady | José Miguel Elías  | Francisco Mancebo  | Comunidad Valenciana–Kelme |
| 11     | David Zabriskie          | Floyd Landis     | Stuart O'Grady | José Miguel Elías  | Alejandro Valverde | Comunidad Valenciana–Kelme |
| 12     | Roberto Heras            | Roberto Heras    | Stuart O'Grady | Roberto Heras      | Roberto Heras      | Comunidad Valenciana–Kelme |
| 13     | Alessandro Petacchi      | Roberto Heras    | Erik Zabel     | Roberto Heras      | Roberto Heras      | Comunidad Valenciana–Kelme |
| 14     | Santiago Pérez           | Roberto Heras    | Erik Zabel     | Roberto Heras      | Roberto Heras      | Comunidad Valenciana–Kelme |
| 15     | Santiago Pérez           | Roberto Heras    | Erik Zabel     | Roberto Heras      | Roberto Heras      | Comunidad Valenciana–Kelme |
| 16     | José Julía               | Roberto Heras    | Erik Zabel     | Roberto Heras      | Roberto Heras      | Comunidad Valenciana–Kelme |
| 17     | Félix Cárdenas           | Roberto Heras    | Erik Zabel     | Félix Cárdenas     | Roberto Heras      | Comunidad Valenciana–Kelme |
| 18     | Javier Pascual Rodríguez | Roberto Heras    | Erik Zabel     | Félix Cárdenas     | Roberto Heras      | Comunidad Valenciana–Kelme |
| 19     | Constantino Zaballa      | Roberto Heras    | Erik Zabel     | Félix Cárdenas     | Roberto Heras      | Comunidad Valenciana–Kelme |
| 20     | José Enrique Gutiérrez   | Roberto Heras    | Erik Zabel     | Félix Cárdenas     | Roberto Heras      | Comunidad Valenciana–Kelme |
| 21     | Santiago Pérez           | Roberto Heras    | Erik Zabel     | Félix Cárdenas     | Roberto Heras      | Comunidad Valenciana–Kelme |
| Skupaj | Skupaj                   | Roberto Heras    | Erik Zabel     | Félix Cárdenas     | Roberto Heras      | Comunidad Valenciana–Kelme |

## Končna razvrstitev
| Legenda | Legenda                                    | Legenda | Legenda                                           |
| ------- | ------------------------------------------ | ------- | ------------------------------------------------- |
|         | Predstavlja vodilnega v skupnem seštevku   |         | Predstavlja vodilnega po točkah                   |
|         | Predstavlja vodilnega v gorski razvrstitvi |         | Predstavlja vodilnega v kombinacijski razvrstitvi |

### Rumena majica
| Poz. | Kolesar                          | Ekipa                              | Čas       |
| ---- | -------------------------------- | ---------------------------------- | --------- |
| 1    | Roberto Heras (ESP)              | Liberty Seguros                    | 77h42'46" |
| 2    | Santiago Pérez (ESP)             | Phonak                             | 30"       |
| 3    | Francisco Mancebo (ESP)          | Illes Balears–Banesto              | 2'13"     |
| 4    | Alejandro Valverde (ESP)         | Comunidad Valenciana–Kelme         | 3'30"     |
| 5    | Carlos García Quesada (ESP)      | Comunidad Valenciana–Kelme         | 7'44"     |
| 6    | Carlos Sastre (ESP)              | Team CSC                           | 8'11"     |
| 7    | Isidro Nozal (ESP)               | Liberty Seguros                    | 8'32"     |
| 8    | José Ángel Gómez Marchante (ESP) | Costa de Almería–Paternina         | 13'08"    |
| 9    | Luis Pérez (ESP)                 | Cofidis                            | 13'24"    |
| 10   | David Blanco (ESP)               | Comunidad Valenciana–Kelme         | 15'15"    |
| 11   | Stefano Garzelli (ITA)           | Vini Caldirola–Nobili Rubinetterie | 16'33"    |
| 12   | Marcos Serrano (ESP)             | Liberty Seguros                    | 17'14"    |
| 13   | Manuel Beltrán (ESP)             | US Postal                          | 17'43"    |
| 14   | Francisco José Lara (ESP)        | Costa de Almería–Paternina         | 24'16"    |
| 15   | Samuel Sánchez (ESP)             | Euskaltel-Euskadi                  | 29'23"    |
| 16   | Damiano Cunego (ITA)             | Saeco Macchine per Caffè           | 29'51"    |
| 17   | Jorge Ferrío (ESP)               | Costa de Almería–Paternina         | 30'49"    |
| 18   | David Plaza (ESP)                | Cafés Baqué                        | 31'24"    |
| 19   | Eladio Jiménez (ESP)             | Comunidad Valenciana–Kelme         | 34'35"    |
| 20   | Luis Pasamontes (ESP)            | Relax–Bergasol                     | 37'49"    |
| 21   | Unai Osa (ESP)                   | Illes Balears–Banesto              | 38'06"    |